# クリストフ・ルセ
クリストフ・ルセ（Christophe Rousset,1961年4月12日 - )は、フランス・アヴィニョン生まれのチェンバロ奏者・指揮者。
1983年にブルージュ国際チェンバロコンクールに優勝、同時にオーディエンス・グランプリを獲得したのは、スコット・ロス以来の快挙である。一時期はウィリアム・クリスティ率いるレザール・フロリサンの通奏低音奏者をつとめていた。
1991年に古楽演奏団体「レ・タラン・リリク(Les Talens Lyriques)」を創設、ラモーをはじめとする17世紀、18世紀の楽曲の演奏に力を注いでいる。
古楽の奏者としてはもっとも録音の多い音楽家のひとりである。